# Oskar Matute
Pour les articles homonymes, voir Matute (homonymie).
Oskar Matute García de Jalón, né le 5 octobre 1972, est un homme politique espagnol membre de Euskal Herria Bildu.
Il est élu député de la circonscription de Biscaye lors des élections générales de juin 2016.

## Biographie

### Études
Étudiant de l'université du Pays basque, il est diplômé en sciences entrepreneuriales. Il commence peu après à militer au sein de mouvements s'élevant contre le service militaire et au mouvement pacifiste Elkarri. Il est également membre du syndicat Commissions ouvrières (CC.OO.).

### Député basque
Coordonnateur de la présidence du parti Ezker Batua-Berdeak (EB-B) et de la présidence fédérale d'Izquierda Unida, il est investi en deuxième position sur la liste de coalition des deux partis à l'occasion des élections basques de mai 2001. Non élu au Parlement basque, il devient tout de même député en janvier 2002 à la faveur de la démission de Javier Madrazo. Il est alors choisi comme vice-président de la commission de l'Organisation territoriale, des Transports et de l'Environnement et comme président de la commission de la Femme et de la Jeunesse. Il est également le représentant du Parlement au conseil assesseur de la dépendance aux drogues.
La même situation se reproduit lors des élections suivantes d'avril 2005 dans le sens où le siège remporté par la liste revient à Javier Madrazo et Oskar Matute ne devient député qu'en juillet 2005 après la démission du premier. Matute est alors élu président de la commission du contrôle parlementaire d'Euskal Irrati Telebista (EiTB) et réélu vice-président de la commission de l'Organisation territoriale, des Transports et de l'Environnement.

### Fondation d'Alternatiba
En 2008, lors de la septième assemblée d'Ezker Batua, il mène l'unique candidature dirigée contre la direction sortante. Il reçoit le soutien du secteur critique représenté par Batzen et Encuentro Plural Alternativo mais le Parti communiste d'Euskadi, également critique envers la direction sortante, choisit de soutenir la candidature sortante de Javier Madrazo. Réélu, celui-ci démissionne peu après les élections de 2009 du fait des mauvais résultats obtenus.
Parallèlement à l'assemblée de 2008, Oskar Matute participe à la fondation d'Alternatiba Eraikitzen : une organisation sociopolitique qui prétendait refonder la gauche basque et qui s'est, plus tard, constituée en parti politique sous le nom d'Alternatiba. Se définissant comme souverainiste de gauche, le parti quitte définitivement Ezker Batua en avril 2009 puis participe à la création de la coalition électorale Euskal Herria Bildu en 2011, avec Eusko Alkartasuna et des personnalités de la gauche abertzale. Porte-parole d'Alternatiba et co-porte-parole de EH Bildu, Oskar Matute occupe la dernière place symbolique sur la liste lors des élections municipales de mai 2011.
Il est candidat à la cinquième position sur la liste d'EH Bildu lors des élections basques d'octobre 2012. Immédiatement élu avec cinq autres de ses collègues, il devient membre de la commission des Institutions, de la Sécurité et de la Justice, de celle de l'Environnement et de la Politique territoriale ainsi que de celle du Règlement et du Gouvernement.

### Député au Congrès
Il se porte candidat dans la circonscription de Biscaye en vue des élections générales anticipées de juin 2016. Avec 10,89 % des suffrages exprimés, sa liste reçoit le soutien de 67 653 électeurs et remporte un des huit mandats en jeu. Élu député au Congrès des députés, il démissionne de son mandat régional où il est remplacé par Jone Gorizelaia. Il devient porte-parole du groupe mixte à la commission de l'Éducation et des Sports et adjoint à la commission de la Qualité démocratique.